# Quận Osborne, Kansas
Quận Osborne là một quận thuộc tiểu bang Kansas, Hoa Kỳ. Theo điều tra dân số năm 2000 của Cục điều tra dân số Hoa Kỳ, quận có dân số 4050 người. Quận lỵ là Osborne.